# 1955-ös Formula–1 brit nagydíj
Az 1955-ös Formula–1-es világbajnokság hatodik futama a brit nagydíj volt.

## Időmérő edzés
Az időmérőt Stirling Moss nyerte Fangio előtt. Mike Hawthorn csak a 14. rajtpozíciót tudta megszerezni. Ezen a versenyen indult először Jack Brabham, aki az időmérőn az utolsó helyre kvalifikálta magát.
|    | #  | Versenyző               | Csapat         | Köridő | Különbség |
| -- | -- | ----------------------- | -------------- | ------ | --------- |
| 1  | 12 | Stirling Moss           | Mercedes       | 2:00,4 | —         |
| 2  | 2  | Juan Manuel Fangio      | Mercedes       | 2:00,6 | +0,2      |
| 3  | 2  | Jean Behra              | Maserati       | 2:01,4 | +1,0      |
| 4  | 4  | Karl Kling              | Mercedes       | 2:02,0 | +1,6      |
| 5  | 10 | Piero Taruffi           | Mercedes       | 2:03,0 | +2,6      |
| 6  | 18 | Roberto Mieres          | Maserati       | 2:03,2 | +2,8      |
| 7  | 28 | Harry Schell            | Maserati       | 2:03,8 | +3,4      |
| 8  | 4  | André Simon             | Mercedes       | 2:04,0 | +3,6      |
| 9  | 38 | Luigi Musso             | Maserati       | 2:04,2 | +3,8      |
| 10 | 30 | Eugenio Castellotti     | Lancia         | 2:05,0 | +4,6      |
| 11 | 8  | Robert Manzon           | Gordini        | 2:05,0 | +4,6      |
| 12 | 18 | Mike Hawthorn           | Vanwall        | 2:05,4 | +5,0      |
| 13 | 44 | Maurice Trintignant     | Ferrari        | 2:05,4 | +5,0      |
| 14 | 36 | Tony Rolt               | Connaught-Alta | 2:06,6 | +5,6      |
| 15 | 28 | Ken Wharton             | Vanwall        | 2:08,4 | +8,0      |
| 16 | 46 | Lance Macklin           | Maserati       | 2:08,4 | +8,0      |
| 17 | 32 | Kenneth McAlpine        | Connaught-Alta | 2:09,6 | +9,2      |
| 18 | 24 | Hernando da Silva Ramos | Gordini        | 2:10,6 | +10,2     |
| 19 | 38 | Leslie Marr             | Connaught-Alta | 2:11,6 | +11,2     |
| 20 | 44 | Roy Salvadori           | Maserati       | 2:11,6 | +11,2     |
| 21 | 34 | Jack Fairman            | Connaught-Alta | 2.11,6 | +11,2     |
| 22 | 48 | Horace Gould            | Maserati       | 2.11,8 | +11,4     |
| 23 | 26 | Mike Sparken            | Gordini        | 2.12,6 | +12,2     |
| 24 | 44 | Peter Collins           | Maserati       | 2.13,4 | +13,0     |
| 25 | 40 | Jack Brabham            | Cooper-Bristol | 2.27,4 | +27,0     |

## Futam
A rajtnál Fangio megelőzte Mosst, a 2. körben azonban az angol visszaelőzte argentin csapattársát. A 17. körben Fangio ismét megelőzte Mosst, aki néhány körrel később ismét visszavágott és a 25. körben ismét az élre állt. Ettől kezdve nem változott a sorrend kettejük között, de Fangio végig szorosan Moss nyomában volt, a verseny végén mindössze 2 tized volt Moss előnye. A 3. helyre a szintén Mercedessel versenyző Karl Kling futott be, a további 2 pontszerző pedig Piero Taruffi és Luigi Musso lett. A Ferraris Mike Hawthorn csak a 6. lett, mivel autót kellett cserélnie Eugenio Castellottival. Jack Brabham a 30. körben motorhiba miatt kiállni kényszerült.
Fangio ezzel a 2. hellyel bebiztosította 3. világbajnoki címét, mert bár Moss még pontszámban beérhette volna, ha győz az utolsó futamon, megfutja a leggyorsabb kört és Fangio nem szerez pontot, Fangionak 3 győzelme volt, míg Mossnak csak 1.
|    | Rsz. | Versenyző                         | Csapat         | Körök | Idő/Kiesés oka       | Rajthely | Pontok |
| -- | ---- | --------------------------------- | -------------- | ----- | -------------------- | -------- | ------ |
| 1  | 12   | Stirling Moss                     | Mercedes       | 90    | 3:07:21,2            | 1        | 9      |
| 2  | 10   | Juan Manuel Fangio                | Mercedes       | 90    | +0,2                 | 2        | 6      |
| 3  | 14   | Karl Kling                        | Mercedes       | 90    | +1:11,8              | 4        | 4      |
| 4  | 50   | Piero Taruffi                     | Mercedes       | 89    | +1 kör               | 5        | 3      |
| 5  | 4    | Luigi Musso                       | Maserati       | 89    | +1 kör               | 9        | 2      |
| 6  | 16   | Mike Hawthorn Eugenio Castellotti | Ferrari        | 87    | +3 kör               | 12       |        |
| 7  | 26   | Mike Sparken                      | Gordini        | 81    | +9 kör               | 23       |        |
| 8  | 46   | Lance Macklin                     | Maserati       | 79    | +11 kör              | 16       |        |
| 9  | 28   | Ken Wharton Harry Schell          | Vanwall        | 72    | +18 kör              | 15       |        |
| Ki | 18   | Maurice Trintignant               | Ferrari        | 59    | Túlhevülés           | 13       |        |
| Ki | 6    | Roberto Mieres                    | Maserati       | 47    | Motor                | 6        |        |
| Ki | 40   | Jack Brabham                      | Cooper-Bristol | 30    | Motor                | 25       |        |
| Ki | 32   | Kenneth McAlpine                  | Connaught-Alta | 30    | Olajnyomás           | 17       |        |
| Ki | 44   | Peter Collins                     | Maserati       | 28    | Kuplung              | 24       |        |
| Ki | 24   | Hernando da Silva Ramos           | Gordini        | 26    | Olajnyomás           | 18       |        |
| Ki | 44   | Roy Salvadori                     | Maserati       | 23    | Váltó                | 20       |        |
| Ki | 48   | Horace Gould                      | Maserati       | 22    | Fékek                | 22       |        |
| Ki | 30   | Harry Schell                      | Vanwall        | 20    | Üzemanyag-szabályozó | 7        |        |
| Ki | 36   | Tony Rolt Peter Walker            | Connaught-Alta | 19    | Váltó/erőátvitel     | 14       |        |
| Ki | 38   | Leslie Marr                       | Connaught-Alta | 18    | Fékek                | 19       |        |
| Ki | 20   | Eugenio Castellotti               | Ferrari        | 16    | Váltó/erőátvitel     | 10       |        |
| Ki | 8    | André Simon                       | Maserati       | 9     | Váltó                | 8        |        |
| Ki | 2    | Jean Behra                        | Maserati       | 9     | Olajszivárgás        | 3        |        |
| Ki | 22   | Robert Manzon                     | Gordini        | 4     | Váltó/erőátvitel     | 11       |        |
| NI | 34   | Jack Fairman                      | Connaught-Alta |       | Motor                | 21       |        |

## Statisztikák
- Stirling Moss 1. nagydíj győzelme, 1. mesterhármas.
- Mercedes 8. nagydíj győzelem
- Jack Brabham első versenye
- A versenyben vezettek:
  - Juan Manuel Fangio 10 kör (1-2/18-25)
  - Stirling Moss 80 kör (3-17/26-90)